# ベリル・マーカム

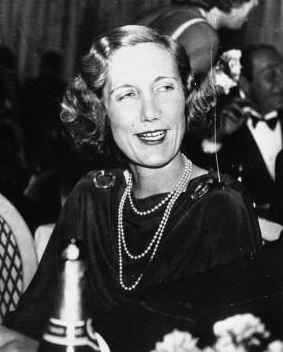
Beryl Markham (1936)

ベリル・マーカム（Beryl Markham、1902年10月28日 - 1986年8月3日）はイギリス生まれのケニアの女性パイロットである。1936年にヨーロッパからアメリカ大陸への大西洋無着陸単独横断飛行を行った。
イギリスのラトランドに生まれた。4歳の時家族とケニヤに渡った。父親と父の農園で暮らし、ケニヤで最初の競走馬のトレーナーになった。3度結婚し、上流階級の人々のなかで奔放な人生を送った。付き合っていたイギリスのパイロット、トム・キャンベル・ブラックの影響でパイロットになり、狩猟旅行する人々を空から誘導する仕事をしたりした。
1936年にイギリスからニューヨークへの無着陸横断飛行を行うことを決め、それは9月4日に行われた。それまで向かい風に抗して行うヨーロッパからアメリカへの単独横断飛行はジム・モリソンが行い、視界の悪化のためにカナダに不時着したが大西洋の横断に成功していた。イギリスのアビンドンを離陸し、パーシヴァル ガルで20時間の飛行の後に燃料タンクの供給口の凍結のためにエンジンが不調となりカナダのノバスコシア州のケープ・ブレトン島に不時着した。ニューヨークまで飛行する目標は達成できなかったが、大西洋を西向きに単独飛行で横断した最初の女性パイロットとなった。1942年に自伝West with the Nightを出版し、多くの書評で取り上げられたが当時はあまり有名となることはなかった。アメリカで長く暮らした後、1952年にケニアに戻り、競走馬の調教師として成功した。1986年にナイロビで没した。1983年にWest with the Nightは再出版され再評価された。